# Marshall Hawkins
James Marshall Hawkins (Huntington, Virginia Occidental, 3 de agosto de 1924-ibidem, 28 de octubre de 2010) fue un jugador de baloncesto estadounidense que disputó una temporada en la NBA y otra más en la NBL. Con 1,91 metros de estatura, jugaba en la posición de alero.

## Trayectoria deportiva

### Universidad
Jugó durante cuatro años con los Volunteers de la Universidad de Tennessee, viendo su carrera interrumpida dos años a causa de la Segunda Guerra Mundial. Además de baloncesto, donde jugó sus tres primeros años como pívot para acabar haciéndolo de alero, jugó también al fútbol americano y al tenis.

### Profesional
Fue elegido en el Draft de la BAA de 1948 por Boston Celtics, con los que no llegó a firmar, jugando entonces en los Oshkosh All-Stars de la NBL, con los que disputó una temporada, en la que promedió 8,1 puntos por partido, el tercer mejor anotador del equipo tras Gene Englund y Bob Carpenter.
Al año siguiente fichó por los Indianapolis Olympians de la NBA, con los que disputó una única temporada, en la que promedió 3,9 puntos y 1,3 asistencias por partido.

## Estadísticas de su carrera en la NBA

### Temporada regular
| Temporada | Edad | Equipo                 | Liga | Pos. | P  | TIT | MIN | TC  | TCA | %TC  | 3P | 3PA | %3P | TL  | TLA | %TL  | R.OF. | R.DEF. | REB | ASIS | ROB | TAP | PER | FP  | PTS |
| 1949-50   | 25   | Indianapolis Olympians | NBA  |      | 39 |     |     | 1.4 | 5.0 | .282 |    |     |     | 1.1 | 1.6 | .689 |       |        |     | 1.3  |     |     |     | 2.2 | 3.9 |
| Total     |      |                        | NBA  |      | 39 |     |     | 1.4 | 5.0 | .282 |    |     |     | 1.1 | 1.6 | .689 |       |        |     | 1.3  |     |     |     | 2.2 | 3.9 |

### Playoffs
| Temporada | Edad | Equipo                 | Liga | Pos. | P | TIT | MIN | TC  | TCA | %TC  | 3P | 3PA | %3P | TL  | TLA | %TL | R.OF. | R.DEF. | REB | ASIS | ROB | TAP | PER | FP  | PTS |
| 1949-50   | 25   | Indianapolis Olympians | NBA  |      | 2 |     |     | 0.0 | 0.5 | .000 |    |     |     | 0.0 | 0.0 |     |       |        |     | 0.0  |     |     |     | 0.5 | 0.0 |
| Total     |      |                        | NBA  |      | 2 |     |     | 0.0 | 0.5 | .000 |    |     |     | 0.0 | 0.0 |     |       |        |     | 0.0  |     |     |     | 0.5 | 0.0 |